# Pink Lemonade (singolo)
Pink Lemonade è un singolo del cantautore britannico James Bay, pubblicato il 7 marzo 2018 come secondo estratto dal secondo album in studio Electric Light.

## Video musicale
Il videoclip è stato pubblicato il 26 marzo 2018 sul canale Vevo-YouTube del cantante.